# Норденстренг, Яльмар Андреевич
Яльмар (Альмар) Андреевич Норденстренг (24 октября 1826, Хейнола, Кюмменегордская губерния — 28 февраля 1890, Гельсингфорс) — генерал-лейтенант, Тавастгусский и Санкт-Михельский губернатор.

## Биография
Сын юриста Андерса Кристоффера Норденстренга, происходил из шведских дворян Великого княжества Финляндского.
Образование получил в Финляндском кадетском корпусе, из которого выпущен 12 августа 1846 года подпоручиком в армейскую пехоту. В 1848 году переведён с переименованием в корнеты в кирасирский Её Императорского Высочества Великой Княжны Марии Николаевны полк и в том же году был произведён в поручики.
В 1848 году Норденстренг успешно сдал вступительные экзамены в Николаевскую военную академию, которую окончил в 1850 году. В конце 1852 года был зачислен в Генеральный штаб и назначен помощником старшего адъютанта штаба 4-го пехотного корпуса. В 1854 году произведён в штабс-капитаны.
Во время Крымской войны Норденстренг участвовал в военных действиях на Дунае, в сражении под Ольтеницей, а после высадки англо-французов в Крыму состоял в Южной армии и находился в рядах защитников Севастополя. В сражении при Инкермане он был контужен в правое плечо и голень. 18 апреля 1855 года, при отражении штурма Севастополя, был контужен в голову.
В конце августа 1855 года Норденстренг был переведён в штаб 22-й пехотной дивизии, в 1858 году произведён в капитаны и 30 августа 1861 года — в подполковники. С 1863 года служил в Финляндии дежурным офицером при штабе Финских войск и 17 ноября следующего года получил чин полковника и должность помощника начальника штаба Финляндского военного округа.
В 1870 году Норденстренг был назначен исправляющим должность Тавастгусского губернатора и 30 августа 1872 года, с производством в генерал-майоры, был утверждён в занимаемой должности. В 1876 году он был переведён на должность Санкт-Михельского губернатора. В 1883 году вышел в отставку с производством в генерал-лейтенанты.
Скончался 28 февраля 1890 года в Гельсингфорсе.
Его брат Тур был генерал-майором и с отличием участвовал в Крымской войне.

## Награды
Среди прочих наград Норденстренг имел ордена:
- Орден Святой Анны 4-й степени (1854 год)
- Орден Святой Анны 3-й степени с бантом (1855 год)
- Орден Святого Владимира 4-й степени с бантом (1855 год)
- Орден Святого Станислава 2-й степени (1860 год, императорская корона к этому ордену пожалована в 1863 году)
- Орден Святой Анны 2-й степени (1868 год)
- Орден Святого Владимира 3-й степени (1879 год)